# Perspective Izmaïlovski

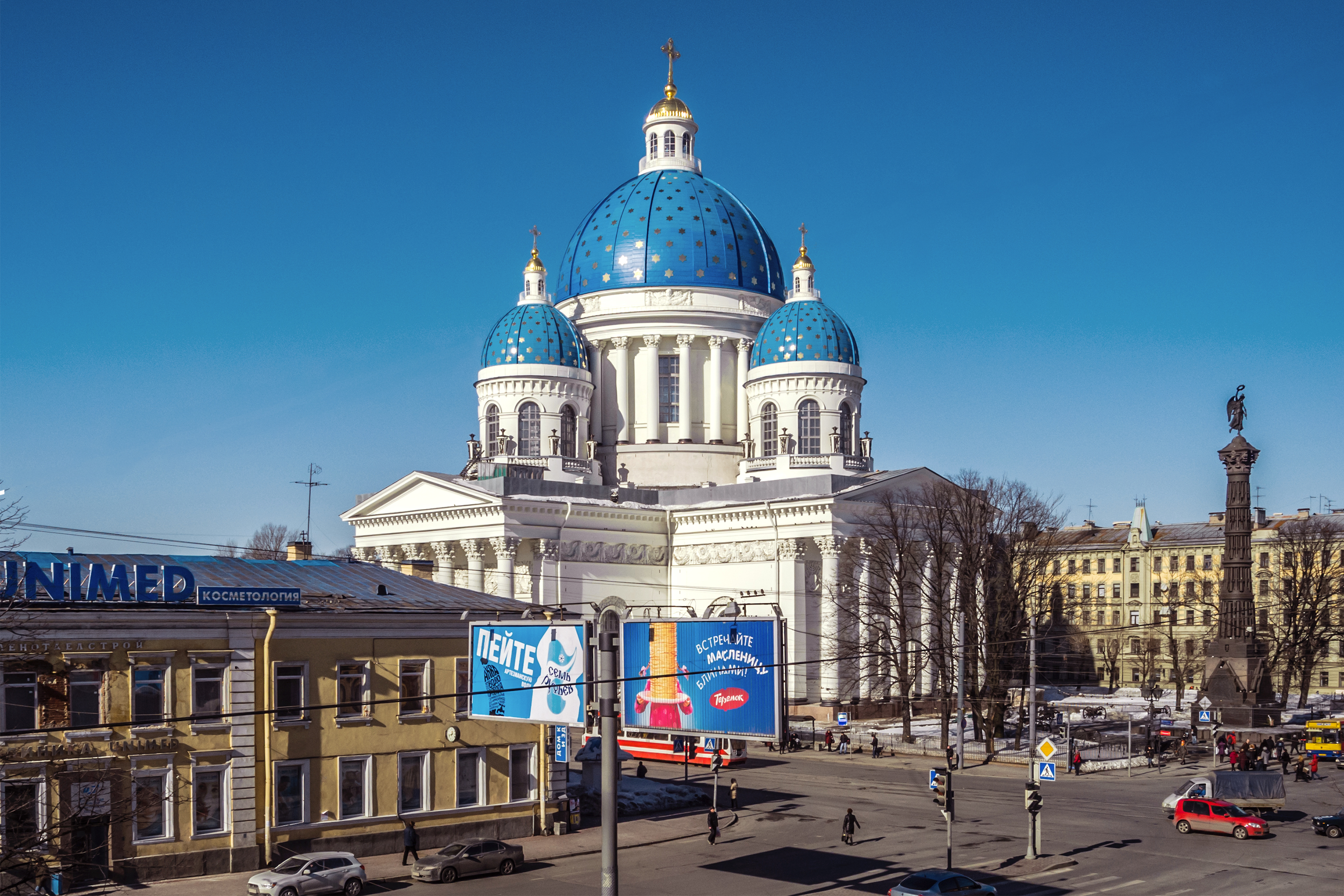
Cathédrale de la Trinité

La perspective Izmaïlovski (Измайловский проспект, Izmaïlovski prospekt) est une voie de Saint-Pétersbourg en Russie.

## Situation et accès
Elle se trouve dans le district de l'Amirauté en plein cœur historique de la ville. Elle démarre au quai de la Fontanka et se termine au quai du canal Obvodny. Elle est parallèle à la perspective de Lermontov (Lermontovski) et à la perspective de Moscou (Moskovski).  Elle mesure 1 100 &mètres de longueur et entre 27 mètres et 30 mètres de largeur.

## Origine du nom
Elle doit son nom au régiment Izmaïlovski.

## Historique
Cette voie a été percée dans les années 1740. La perspective porte ce nom depuis la fin du XVIIIe siècle. Entre 1923 et 1944, elle s'appelait perspective des commandants rouges (prospekt krasnykh komandirov).
Le régiment Izmaïlovski lui donne son nom en 1798. Il s’est installé dans les bâtiments allant du numéro 2 au 12 et du 9 au 17. Certains bâtiments subsistent.

## Bâtiments remarquables et lieux de mémoire

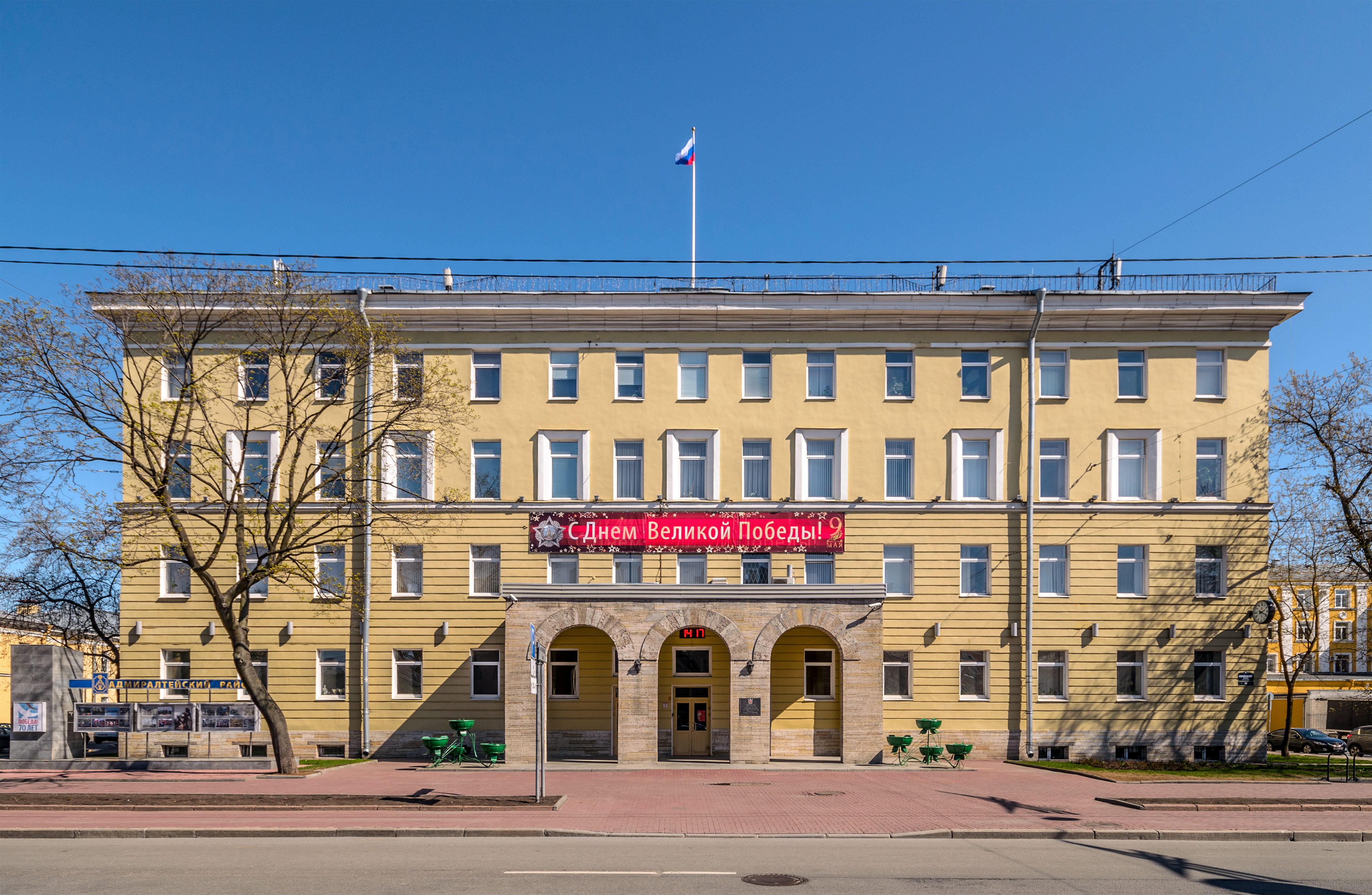
Édifice de l'administration du district de l'Amirauté.

- Cathédrale de la Trinité au numéro 7a
- Chapelle de la cathédrale de la Trinité au numéro 4a
- Administration du district de l'Amirauté au numéro 10

## Sources de la traduction
- (ru) Cet article est partiellement ou en totalité issu de l’article de Wikipédia en russe intitulé « Измайловский проспект » (voir la liste des auteurs).